# Zarautz

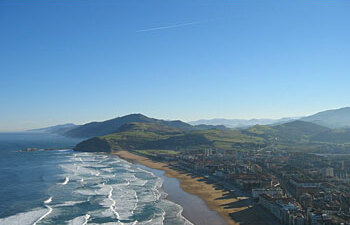
Zarautz, Gipuzkoa Province

Zarautz là một đô thị trong tỉnh Guipúzcoa thuộc cộng đồng tự trị Xứ Basque, Tây Ban Nha.

## Thành phố kết nghĩa
- Cardamo Al Campo
- Pontarlier
- Hagunia